# Трефілов Анатолій Пантелійович
Трефілов Анатолій Пантелійович  (15 червня 1921 - ??) — радянський льотчик, брав участь у Другій світовій війні та війні у Кореї (1950–1953).

## Життєпис
Народився 15 червня 1921 в селі Юберки (зараз Ярський район Удмуртії). Після закінчення 8 класів школи в 1938 влаштувався робітником на 3-ю вагонну дільницю залізниці ім. Кагановича в Свердловську.
В грудні 1939 по закінченні Свердловського аероклубу вступив до Пермської військовій авіаційній школи льотчиків. Закінчив школу у вересні 1940 і був направлений у 33-у окрему ескадрилью зв'язку молодшим льотчиком на У-2.

## Участь у Другій світовій війні
На фронті з першого дня. З 31 серпня 1941 — командир ланки, а з 18.12.41 заступник командира ескадрильї.
У грудні 1943 прибув в 303-ю ВАД і був відправлений на перенавчання в навчальний центр дивізії. З квітня 1944 старший льотчик 1-й ескадрильї 139-го ГвВАП, літав веденим у командира ескадрильї Удовицького. У листопаді 1944 переведений в 523-й ВАП командиром ланки. 08.05.45 р призначений заступником командира ескадрильї 523-го ВАП.

## Післявоенна карьера
З 26 червня 1946 — командир ескадрильї 523-го ВАП.

## Участь у війні в Кореї
Брав участь у відрядженні в Кореї. Здобув три повітряні перемоги: 2 F-84 і 1 F-86.

## Список повітряних перемог
| Дата повітряного бою | Кількість і тип збитих ворожих літаків (особисто/в групі) |
| -------------------- | --------------------------------------------------------- |
| 19.09.1951           | 1 F-84                                                    |
| 27.10.1951           | 1 F-84                                                    |
| 04.11.1951           | 1 F-86                                                    |

Примітка: таблицю складено за даними джерела  .

## Мирне життя
З січня подполковнік Трефілов А. П. — помічник командира 523-го ВАП з тактики повітряного бою і повітряному строю. 08.06.55 р призначений помічником начальника штабу 153-й ВАД.
З 28.12.55 командир ескадрілії 1218-го навчально-тренувального авіаційного полку. З 17.03.56 призначений начальником ВСС 1218-го нтап.
Звільнений у запас 04 травня 1958 року.
Жив у Свердловську.

## Нагороди
3 х Орден Червоного Прапора
Орден Богдана Хмельницького 3 ступеня
Орден Вітчизняної війни 2 ступеня

## Біографічні статті
- Трефилов Анатолий Пантелеевич. наhttp://airaces.narod.ru. Архів оригіналу за 29 листопада 2014. Процитовано 14 листопада 2014. {{cite web}}: Зовнішнє посилання в |publisher= (довідка)(рос.)